# Tamer Seyam
Tamer Seyam (en árabe: تامر محمد صبحي صيام‎; Jerusalén, Estado de Palestina, 25 de noviembre de 1992) es un futbolista del Estado de Palestina que juega en la posición de delantero con el Penang FA de la Superliga de Malasia.

## Carrera

### Club
| Periodo   | Club                  |
| --------- | --------------------- |
| 2012-2013 | Thaqafi Tulkarem      |
| 2013      | Jabal Al-Mukaber Club |
| 2014–2016 | Shabab Al-Khalil SC   |
| 2016–2018 | Hilal Al-Quds Club    |
| 2018–2020 | Hassania Agadir       |
| 2021–2023 | Shabab Al-Khalil SC   |
| 2023–2024 | PT Prachuap FC        |
| 2024-     | Penang FA             |

### Selección nacional
Debutó con Palestina el 19 de mayo de 2014 en la victoria por 1-0 en un partido amistoso ante Kirguistán. Anotó sus dos primeros goles internacionales en la victoria por 6-0 ante Malasia en Kuala Lumpur en la Clasificación de AFC para la Copa Mundial de Fútbol de 2018.
Ganó la Copa Desafío de la AFC 2014 y ha participado en dos ediciones de la Copa Asiática.

## Logros
- Copa Desafío de la AFC (1): 2014[2]